# Hněvošický háj
Hněvošický háj este o arie protejată (arie specială de conservare — SAC, sit de importanță comunitară — SCI) din Republica Cehă întinsă pe o suprafață de 70,16 ha, integral pe uscat.

## Localizare
Centrul sitului Hněvošický háj este situat la coordonatele 50°00′00″N 17°59′30″E / 50°N 17.991667°E.

## Înființare
Situl Hněvošický háj a fost declarat sit de importanță comunitară în noiembrie 2009 pentru a proteja un număr necunoscut de specii din flora spontană și fauna sălbatică aflate în arealul zonei. Situl a fost protejat și ca arie specială de conservare în iulie 2012.

## Biodiversitate
Situată în ecoregiunea continentală, aria protejată conține 2 habitate naturale: Păduri acidofile de stejar bătrân cu Quercus robur pe câmpii nisipoase, Păduri de stejar și carpen Galio-Carpinetum.
La baza desemnării sitului se află un număr nedeclarat de specii protejate.